# Rebecca Heinrich
Rebecca Heinrich (geboren am 7. Juli 1995 in Hall in Tirol) ist eine österreichische Slampoetin und Lyrikerin.

## Leben
Rebecca Heinrich legte 2013 am BORG Innsbruck die Matura ab und studierte anschließend in Innsbruck und Marseille Germanistik, Romanistik und Pädagogik. Sie hat zusammen mit Siljarosa Schletterer die österreichische Lesebühne „wir machen halt lyrik“ gegründet und ist Gründungsmitglied des Künstlerkollektivs „dreiundzwanzigminuseins“. Sie moderiert den „Feminist Slam“ im Kulturlabor Stromboli und nimmt regelmäßig an internationalen Poetry-Slam-Meisterschaften teil. Für die Herausgabe des Literaturforums „Rausgeschrieben“ erhielt sie ein Arbeitsstipendium des Bundeslandes Tirol. Seit 2015 publiziert sie in literarischen Zeitschriften und veröffentlichte 2018 im Verlag Edition BAES ihre erste Monografie aus gegebenem anlass. Lyrik und Slam Poetry.
Seit 2021 ist sie als Literaturwissenschaftlerin an der Albert-Ludwigs-Universität Freiburg tätig und begann ein Doktoratsstudium.

## Schriften (Auswahl)
- aus gegebenem anlass. Lyrik und Slam Poetry. Edition BAES, Zirl 2018, ISBN 978-3-9504419-4-9.
- nackte gedichte. Mit Illustrationen von Julia Kössler und Martina Frötscher. Edition BAES, Zirl 2020, ISBN 978-3-9519872-2-4.
- Olmo Gölz, Rebecca Heinrich et al.: Maskulinität. Das Problem des Helden in der Geschlechterordnung. In: Männer, Helden und Held:innen. Effekte des Heroischen in Geschlechterordnungen. Wallstein Verlag, Göttingen 2024, ISBN 978-3-8353-5706-8, S. 15–67, doi:10.46500/83535706.

## Auszeichnungen
- 2014 & 2016: Nominierung für den Lyrikpreis des Südtiroler Künstlerbundes
- 2018: Prosapreis des Schwazer Silbersommer
- 2020: Literaturstipendium der Stadt Innsbruck
- 2020: Startstipendium für Literatur des Bundeskanzleramtes
- 2020: Pride Biz Austria Forschungspreis für ihre Bachelorarbeit Normalisierung und „queering“. Queer-linguistische Analyse sexueller und geschlechtlicher Identitätskonstruktionen in Coming-Out-Narrativen.